# Turdus subalaris
El zorzal campana, zorzal herrero, o zorzal plomizo oriental, (Turdus subalaris) es una especie que integra el género Turdus, de la familia Turdidae. Esta ave se distribuye en el centro-este de América del Sur. A menudo se la considera una subespecie del zorzal plomizo andino (Turdus nigriceps).

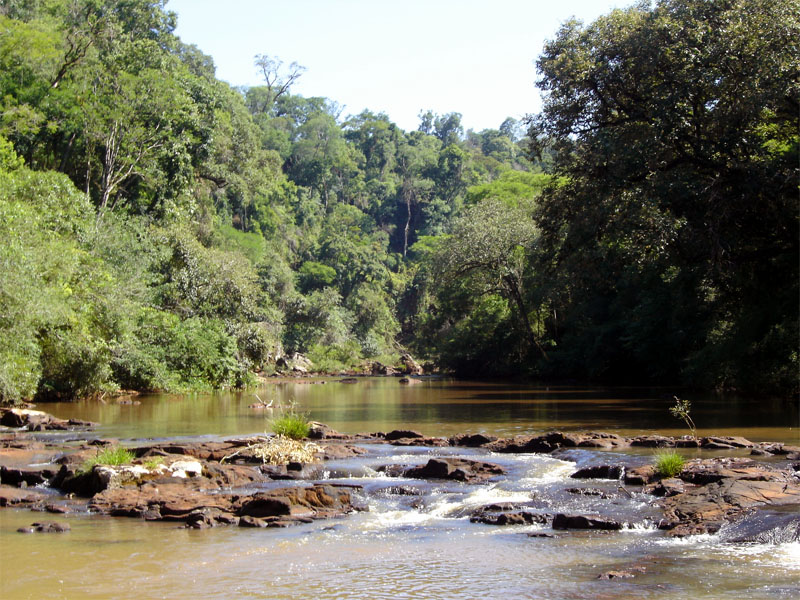
Vegetación selvática correspondiente a la provincia fitogeográfica Paranaense; el hábitat de esta especie.

## Características y costumbres
Es un ave de una longitud total de 21 cm. El macho tiene la cabeza de color negro, salvo la garganta es de color blanco con rayas oscuras. Las partes superiores son de color gris oscuro; en las inferiores, el pecho es gris, y el vientre blanco. El pico es en su mayor parte de color amarillo. La hembra es principalmente marrón opaco con pocas manchas, a diferencia de la hembra de T. nigriceps que tiene un plumaje similar al del macho pero en una versión más amarronada. 
El canto es agudo y tiene una inusual timbre metálico, raspado.

## Distribución y hábitat
Se extiende desde el sudeste del Brasil, el este del Paraguay, hasta el noreste de la Argentina, en las provincias de Misiones y Corrientes. Existen algunos registros aislados en Uruguay. Algunas aves migran al norte en invierno, llegando hasta el centro de Brasil.
Habita en bosques húmedos y selvas de llanura, serranas, y en galería.  

## Taxonomía
Esta especie monotípica fue descrita originalmente por Henry Seebohm en el año 1887. Algunos autores mantienen a este taxón subespecíficamente situado dentro del zorzal plomizo andino (Turdus nigriceps).